# Cantata, BWV Anh. 8
De la Cantata, BWV Anh. 8 de Bach, l'únic element que es conserva és la pàgina del títol; estrenada, probablement, a Köthen el primer de gener de 1723, de felicitació d'Any Nou al Príncep de la casa d'Anhalt-Köthen. Podria ser idèntica a la BWV 184a de la que tampoc no es coneix res.